# Grand Prix international de Dottignies 2010
La 9e édition du Grand Prix international de Dottignies a eu lieu le 5 avril 2010. La course fait partie du calendrier international féminin UCI 2010 en catégorie 1.2. Elle est remportée par la Néerlandaise Kirsten Wild.

## Classements

### Classement final
| \| Classement général \| Classement général \| Classement général \| Classement général \| Classement général \| \| Coureur \| Coureur \| Pays \| Équipe \| Temps \| \| ------------------ \| -------------------- \| ------------------ \| ---------------------------- \| ------------------ \| \| 1re \| Kirsten Wild \| Pays-Bas \| Cervélo TestTeam \| 3 h 13 min 22 s \| \| 2e \| Giorgia Bronzini \| Italie \| Gauss RDZ Ormu \| + 0 s \| \| 3e \| Monia Baccaille \| Italie \| Valdarno \| + 0 s \| \| 4e \| Emma Johansson \| Suède \| Red Sun Cycling Team \| + 0 s \| \| 5e \| Martine Bras \| Pays-Bas \| Gauss RDZ Ormu \| + 0 s \| \| 6e \| Monique van de Ree \| Pays-Bas \| Leontien.nl \| + 0 s \| \| 7e \| Rochelle Gilmore \| Australie \| Lotto Ladies \| + 0 s \| \| 8e \| Annemiek van Vleuten \| Pays-Bas \| Nederland Bloeit \| + 0 s \| \| 9e \| Monica Holler \| Suède \| Fenixs-Petrogradets \| + 0 s \| \| 10e \| Barbara Guarischi \| Italie \| SC Michela Fanini Record Rox \| + 0 s \| |                      |           |                              |                 |
| |                      |           |                              |                 |
| Source : Cycling Quotient |                      |           |                              |                 |
| Classement général |                      |           |                              |                 |
| Coureur | Coureur              | Pays      | Équipe                       | Temps           |
| 1re | Kirsten Wild         | Pays-Bas  | Cervélo TestTeam             | 3 h 13 min 22 s |
| 2e | Giorgia Bronzini     | Italie    | Gauss RDZ Ormu               | + 0 s           |
| 3e | Monia Baccaille      | Italie    | Valdarno                     | + 0 s           |
| 4e | Emma Johansson       | Suède     | Red Sun Cycling Team         | + 0 s           |
| 5e | Martine Bras         | Pays-Bas  | Gauss RDZ Ormu               | + 0 s           |
| 6e | Monique van de Ree   | Pays-Bas  | Leontien.nl                  | + 0 s           |
| 7e | Rochelle Gilmore     | Australie | Lotto Ladies                 | + 0 s           |
| 8e | Annemiek van Vleuten | Pays-Bas  | Nederland Bloeit             | + 0 s           |
| 9e | Monica Holler        | Suède     | Fenixs-Petrogradets          | + 0 s           |
| 10e | Barbara Guarischi    | Italie    | SC Michela Fanini Record Rox | + 0 s           |

### Points UCI
| Position           | 1er | 2e | 3e | 4e | 5e | 6e | 7e | 8e |
| Classement général | 40  | 30 | 16 | 12 | 10 | 8  | 6  | 3  |